# Mycetophila avicularia
Mycetophila avicularia är en tvåvingeart som beskrevs av Freeman 1951. Mycetophila avicularia ingår i släktet Mycetophila och familjen svampmyggor. Inga underarter finns listade i Catalogue of Life.